# チダイ属
チダイ属 (学名: Evynnis) は、タイ科の下位分類群の1つ。東大西洋に1種、西太平洋に3種が分布する。

## 分類と名称
1912年にアメリカの動物学者であるデイビッド・スター・ジョーダンとウィリアム・フランシス・トンプソンによって初めて属として提案され、その唯一の種は Sparus cardinalis であり、タイプ種とされた。S. cardinalis は、1802年にベルナール・ジェルマン・ド・ラセペードによって日本と中国から得られた標本を元に記載された。ヘダイ亜科に分類されることもあるが、『Fishes of the World』第5版ではタイ科に亜科を認めていない。従来スズキ目に分類されていたが、『Fishes of the World』第5版では、タイ目に分類されている。属名は「eu (よく)」と「hynnis (鋤骨)」を組み合わせたもので、鋤骨にある円錐形の歯を指す。

## 下位分類
以下の種が分類されている。
- Evynnis cardinalis (Lacépède, 1802) ヒレコダイ (Threadfin porgy)
- Evynnis ehrenbergii (Valenciennes, 1830) カナリーチダイ
- Evynnis mononematos Guan, Tang & Wu, 2012
- Evynnis tumifrons (Temminck & Schlegel 1843) チダイ (Yellowback seabream)

## 分布
西太平洋の東アジア近海。カナリーチダイのみが西アフリカ沖の東大西洋と地中海に分布する。

## 形態
顎の側面に臼歯のような歯を持つ。目の間の部分は鱗状で、背鰭の第3、4棘はよく発達し、糸状に伸長する。臀鰭には9棘がある。属の再検討と記載が必要であると指摘されている。最大種はカナリーチダイで、全長は43 cmである。